# Geokémia
A geokémia a Föld és egyes részeinek kémiai összetételét vizsgáló tudomány. A kifejezést először (1838-ban) Christian Friedrich Schönbein német vegyész használta.
Sokáig főleg érckutatásra használták (geokémiai módszerekkel fedezte fel Gedeon Arzén az 1950-es években a Közép-Mátra érces telérjeit), napjainkra azonban az elméleti földtudományi kutatások fő segédeszközévé vált. Vizsgálja, miként oszlanak el az egyes elemek a különböző kőzetekben, és a radioaktív izotópok arányaiból meghatározza a kőzetek keletkezésének korát.
A geokémia fejlődése alapvetően az analitikai módszerek fejlődésének függvénye. Az úgynevezett „klasszikus” vagy „nedves kémiai” módszerekkel csak a főalkotókat (a kőzetek legalább tizedszázalékos koncentrációkban előforduló elegyrészeit) tudták meghatározni, napjaink tömegspektrometriás elemzései egyes elemekből már 10‒7%-nál kisebb mennyiségeket mutatnak ki, és lehetővé teszik, hogy némely elemek izotópjainak arányát akár 4 tizedes pontossággal számolhassuk. Ennek megfelelően a kutatók érdeklődése az 1960-70-es évektől a főelemektől egyre inkább a nyomelemek felé fordult.
Pantó György 2004-es megfogalmazásában a geokémia klasszikus feladatai az utóbbi időben kibővültek a földi litoszféra egészének megismerésével. A Kárpát-medencében az utóbbi időben különösen fontossá váltak a hidrogeokémiai és környezetgeokémiai vizsgálatok.
A XX. század második felére a geokémia 3 fő irányban fejlődött:
1. általános geokémia: litoszféra, kozmokémia, szerves geokémia, óceánok geokémiája;
2. alkalmazott geokémia: ásványi nyersanyagok kutatása (területi geokémia);
3. környezeti geokémia: toxikus elemek, vegyületek felhalmozódása és mozgása;

## Az elemek csoportosítása
A geokémiában az elemeket számos szempont szerint csoportosítjuk

### Általános kémiai tulajdonságaik szerint
A Mengyelejev-féle periódusos rendszerben elfoglalt helyük alapján megkülönböztetjük az alkálifémeket, az alkáliföldfémeket, az átmenetifémeket, a halogén elemeket, a nemesgázokat, nemesfémeket, a lantanoidákat avagy ritkaföldfémeket stb.

### Gyakoriságuk szerint
A földkéregre számított átlagos gyakoriságuk alapján megkülönböztetjük a főelemeket, (> 0,1%: O, Si, Al, Mg, Fe, Ca, Na, K, Ti, Mn, P, H, C) és a nyomelemeket.

### Mozgékonyságuk szerint
Kondenzációs hőmérsékletük szerint megkülönböztetjük az ún. refraktorikus elemeket, amelyek 10−4 atm nyomáson magasabb hőmérsékleten (1300–1350 K fölött) kondenzálódnak, mint a Mg-szilikátok és a vas-nikkel ötvözet (Al, Ca, Sc, Ti, Y, Zr, Hf, W, Mo, Nb, Ta stb.), a 690–1300 K-on kondenzálódó, közepesen illó elemeket (B, F, Li, Na, P, S, K, Mn, Cu, Zn, Ag, Pb, Ga, Ge, As, Sb, Se, Te stb.) és a 690 K alatt kondenzálódó illó elemeket (H, C, N, S, O, halogének többsége stb.) A nemesgázok különösen illékonyak, mivel zárt külső elektronhéjuk miatt kémiailag semlegesek. Vegyületeket nem alkotnak; a szilárd fázisokba nem lépnek be, bár azok felszínén van der Waals-kötésekkel megkötődhetnek. A félig illó tulajdonságra legjobb példa a szén, ami elemi formájában magas olvadáspontú szilárd fázisokban (gyémánt, grafit) fordul elő, az oxigénnel azonban illékony vegyületet formál (CO2).
Aszerint, hogy a kőzetek részleges kiolvadásánál inkább a magmába mennek, vagy inkább a szilárd fázisban maradnak-e, elkülönítjük az ún. inkompatibilis és a kompatibilis elemeket. Az egyes elemek kompatibilitása jelentősen függ attól, hogy milyen ásványban vannak.

### Goldschmidt szerint
A kozmikus testekben jellemző viselkedésük szerint Victor Goldschmidt 1923-ban megalkotta az elemek első, kimondottan geokémiai csoportosítását, ami máig használatos. Ebben a felosztásban vannak:
- sziderofil elemek, amelyek gyakran fémes fázisba redukálódnak, a Föld magjában és a vasmeteoritokban gyakoriak (Fe, Co, Ni, Pt, Os, Ir, Au, Mo, Sn, As);
- kalkofil elemek, amelyek előszeretettel fordulnak elő szulfid fázisokban, és a troilit típusú meteoritekben jelennek meg (Ag, Cu, Pb, Zn, Cd, Hg, Se, Mo, As, Sb);
- litofil elemek, amelyek elsődlegesen szilikátvegyületekben, az oxigénhez kötődve fordulnak elő; ezek a földkéreg és a kőmeteoritok fő alkotói (Si, Al, Ca, Mg, Sr, Ba, Na, K, Rb, B, Be, Ti, Zr, Th, P, V, Nb) – és persze maga az oxigén;
- atmofil elemek, amelyek annyira illó tulajdonságúak, hogy elsősorban az atmoszférában és a hidroszférában halmozódnak fel (O, N, H, He, Ne, Ar);
- biofil elemek (ezt a csoportot már Goldschmidt tanítványai különítették el) – ezek az élő szervezetek fő alkotói (C, O, H, N, P).

Mint látható, e felosztásban egy-egy elem több csoportban is szerepelhet; a vas, a kobalt és a nikkel például sziderofil, de a földkéregben kalkofilként viselkedik.

### Szádeczky-Kardoss-féle osztályozás
- sziderofil elemek - fő elemei a vas, kobalt, nikkel, ruténium, ródium, palládium, ozmium, irídium, platina; átfutó és kérdéses elemek: arany, rénium
- szulfokalkofil elemek - fő elemei a réz, ezüst, ólom, arzén, antimon, szelén; átfutó és kérdéses elemei: cink, kadmium, kén, bizmut, higany, tellúr
- oxikalkofil elemek - fő elemei a cink, gallium, indium, tallium, germánium, ón; átfutó és bizonytalan elemei: kadmium, ólom, bizmut
- litofil elemek - fő elemei szilícium, alumínium, mangán, kalcium, nátrium, kálium, lítium, rubídium, cézium, berillium, stroncium, bárium; átfutó elem: oxigén
- nehéz pegmatofil elemek - fő elemei: ittrium, cirkónium, hafnium, nióbium, tallium, molibdén, volfrám, ritkaföldfémek, aktinoidák; átfutó és bizonytalan elemei: technécium, rénium, tórium, urán, palládium, transzuránok
- könnyű pegmatofil elemek - fő elemei: titán, vanádium, króm, mangán; bizonytalan elem: szkandium
- szedimentofil elemek - fő elemei: bór, szén, klór, jód, bróm, fluor; átfutó és bizonytalan elemei: higany, oxigén, nitrogén, foszfor, kén
- atmofil elemek - oxigén, hidrogén, nitrogén, nemesgázok

### Teleptípusaik szerint
A lelőhelyeiken együtt előforduló elemeket gyakran közös csoportnéven emlegetik. Így például az ún. „ötelemes formáció” elemei a Co, Ni, Ag, Bi, U; az ún. „polimetallikus” ércek (ilyen volt Magyarországon Gyöngyösoroszi) elemei a Zn, Pb, Cu, Cd, Ag, Au stb.

### Töltésük és ionrádiuszuk szerint
- Az alkálifémek külső elektronhéján egy, az alkáliföldfémekén két elektron található. Iontöltésük tehát kicsi (+1, ill. +2) ionsugaruk viszont nagy (0,118–0,188 nm). Ezért nagy ionsugarú litofil elemeknek (LILE=large-ion-lithophile elements) vagy más néven kis térerejű nyomelemeknek nevezik őket. Elektronegativitásuk kicsi (<1,0), ezért leginkább ionos kötésű vegyületekben szerepelnek. Mivel az ionos kötés vízben könnyen szétszakad, jó elektrolitok, azaz metamorfózis és mállás során könnyen távoznak a kőzetekből. Szilikátos magmában a nagyobb rendszámú LIL elemek (például Rb, Ba, Cs, Sr) inkompatibilisek, ami azt jelenti, hogy részleges olvadás kristályosodás közben inkább maradnak az olvadékban, semhogy belépjenek valamely szilárd fázisba (túl nagy ionsugaruk meggátolja, hogy valamelyik főelemet helyettesítsék az ásvány kristályrácsában).
- A nagy térerejű nyomelemek (HFSE=high-field-strength elements) iontöltése nagy (+4, +5, +6), viszont ionsugaruk kicsi (<0,08 nm), azaz ionpotenciáljuk (=iontöltés/ionsugár) nagy (>2). A Zr, Hf, Nb és Ta mellett bizonyos szempontból ebbe a csoportba tartozik a Ti, a Th és az U is (nagy az iontöltésük). A bazaltos magmákban ezek is inkompatibilisek, mivel töltésük nagyobb, mint azoké a főelemeké, amelyek pozíciójába méreteik hasonlósága miatt beférhetnének. A nagy iontöltésű HFS elemek elektronegativitása nagyobb (1,3-1,6), mint a LIL elemeké, ezért főleg kovalens kötésekben fordulnak elő. A vizes oldatok nem mobilizálják őket, koncentrációjukat és elemarányaikat a metamorfózis és a mállás közben is megőrzik – azért fontos, mert következtethetünk belőle a többé-kevésbé átalakult, idősebb kőzetek eredeti összetételére.
- A ritkaföldfém (RFF) elemek Ide értve az Y-ot is) az esetek többségében a HFS elemekhez igen hasonlóan viselkednek. Iontöltésük +3, csupán a Ce és Eu szerepelhet más töltéssel is (+4, illetve +2). Bár főleg ionos kötésekben szerepelnek, viszonylag magas iontöltésük és nagy ionpotenciáljuk okán vizes oldatokban kevéssé oldódnak, azaz alapvetően immobilisak. Ionsugaruk a lantántól fokozatosan csökken a lutécium felé, aminek következtében a lantán és közelében lévő elemek erősebben inkompatibilisek, mint a nehéz RFF-ek. Mivel hasonló kémiai tulajdonságaik mellett inkompatibilitásuk kissé eltérő, érzékenyen használhatók a magmás folyamatok követésére, a Föld nagy léptékű fejlődésének leírására. A primitív köpeny olvadása során az erősebben inkompatibilis könnyű RFF elemek a nagyobb arányban léptek a magmába, mint a kevéssé inkompatibilis nehéz RFF-ek. A többszörös kiolvadás miatt, a kimerült felsőköpenyben kevés könnyű RFF elem maradt.
- FTSE elemeknek (First-transition-series-elements) a periódusos rendszer 21–30. tagjait nevezzük. Elektronegativitásuk nagyobb, mint a LIL elemeké, azaz kötésükben (például a szulfidokban) erősebb a kovalens jelleg. Vízoldhatóságuk erősen függ az iontöltésüktől. A magmában szintén különbözően viselkednek. A Ti, a Cu és Zn a bazaltos magmákban inkompatibilis, míg a króm, nikkel és kobalt éppen ellenkezőleg – ezek az elemek ugyanis könnyen helyettesíthetik a magnéziumot és a vasat, így belépnek az olvadékból legelőször kristályosodó mafikus szilikát ásványokba (olivin, piroxén, spinell).
- A platinafémek (PGE=Platinum-group elements: Pt, Os, Ir, Ru, Rh, Pd) és nemesfémek (Au, Ag) csoportjába viszonylag ritka elemeket sorolunk. Ezek tipikusan sziderofil tulajdonságúak: valószínűleg főleg a földmagban dúsulnak. A kéregben kalkofil jellegűek is lehetnek: az érclelőhelyeken például szulfidjaikkal találkozhatunk. A magmás folyamatokban az Os, Ir, Ru és Rh kompatibilis, a Pt és Pd viszont inkompatibilis nyomelem – ha azonban szulfid fázis különül el a szilikátos magmából (likváció), akkor a platinacsoport elemei a szulfid fázisba lépnek be: ezért alakulhattak ki a viszonylag sok PGE-t tartalmazó szulfidércek.

## Külső hivatkozások
- Az elemek csoportosítása